# سایک موتور
شرکت صنایع خودروسازی شانگهای (انگلیسی:Shanghai Automotive Industry Corporation یا SAIC) یک شرکت خودروسازی چینی است که در میان پنج خودروساز بزرگ چین، رتبه سوم را داراست (چهارتای دیگر گروه فاو، شرکت دانگفنگ، چانگان موتورز و چری هستند).
شرکت سِیک (SAIC) در شرکت‌های شانگهای جی‌ام، سیک جی‌ام وولینگ خودرو و مرکز فنی خودروی پان آسیا با شرکت جنرال موتورز شریک است. سیک همچنین با شرکت فولکس‌واگن در شرکت سیک فولکس‌واگن خودرو شراکت دارد. سیک در سال ۲۰۰۱، ۲۰٪ سهام شرکت چری را خرید اما در سال ۲۰۰۴ این سهام را دوباره به چری فروخت؛ در سال ۲۰۰۵ هم ۵۱٪ سهام سانگ‌یانگ را خریداری نمود.